# Ivey (Géorgie)
Pour les articles homonymes, voir Ivey.
Ivey est une ville américaine située dans le comté de Wilkinson, en Géorgie. Selon le recensement de 2020, sa population est de 1 037 habitants.